# Krilon
Krilon är en romantrilogi av Eyvind Johnson bestående av Grupp Krilon (1941), Krilons resa (1942) och Krilon själv (1943). Den utgavs 1948 i en volym som Krilon: en roman om det sannolika.
Romanerna är på ett plan realistiska Stockholmsskildringar om en diskussionsgrupp kring fastighetsmäklaren Johannes Krilon men samtidigt en sinnrik allegori om andra världskriget. Böckerna skrevs under det pågående kriget och innehåller en stark kritik mot nazism och fascism men också mot den svenska neutralitetspolitiken under beredskapstiden.

## Handling
Romanen inleds med att Johannes Krilon promenerar vid den isbelagda Mälaren. Han passerar den ö där han en gång upplevt en ödesdiger kärlekshistoria och funderar över vilken roll händelsen spelat i hans liv. Han tar upp temat "Det tragiskas betydelse" med medlemmarna i sin diskussionsgrupp, utan att de förstår sig på frågan. Strax därefter angriper Staph och Jekau – konkurrenter till Krilon – honom på fastighetsmarknaden. De försöker isolera och misskreditera honom och splittrar sammanhållningen i hans grupp. Vännerna, som är upptagna av sina egna problem och tragedier, låter sig påverkas. Efterhand överger de Krilon en efter en. Frid försvinner, Hovall övertalas av Jekau i en drömlik scen, Minnings dotter kidnappas av Staph och Segel begår självmord efter att ha drabbats av en personlig tragedi.
Krilon anstränger sig för att hålla samman gruppen men de andra imponeras av fiendens tal om handling och omorganisering av samhället. Till slut utesluter de Krilon ur gruppen. Ensam och ställd inför ekonomisk ruin fortsätter Krilon ändå sin kamp. Han reser till Norge för att där se motståndet mot den tyska ockupationen. Som avskedsgåva skickar han en gravyr till Hovall föreställande "Kejsaren av Kinas kröning" med förhoppningen att den ska få honom att ta avstånd från Staphs hänsynslösa metoder. De övriga medlemmarna har försjunkit i ett tillstånd av apati. De inser sina misstag, men anser att det inte tjänar något till eller är omöjligt att göra motstånd.
I den avslutande delen får romanen sin dramatiska upplösning. Krilons lokaler sätts i brand, polisen misstänker att Krilon själv har gjort det för att få ut försäkringspengar och han tvingas under jorden. Minning beslutar sig för att göra aktivt motstånd mot Staph och upptäcker genom ett slags detektivarbete att Staph är ansvarig för branden. Krilon tar hjälp av sin amerikanske kollega Frank Lind för ett motangrepp mot Staph. Det resulterar i en slutuppgörelse där Staph och hans gäng drivs på flykt, samtidigt som Krilon skadas och Hovall blir dödligt sårad.

## Personer
Grupp Krilon
- Johannes Krilon – Fastighetsmäklare som tillsammans med sex vänner har bildat samtalsgruppen "Grupp Krilon". Han är en korpulent och kortväxt man i dryga 40-årsåldern som beskrivs som "mild, tolerant och reflekterande". En tragisk och omvälvande händelse tjugo år tidigare har satt djupa spår i hans liv.
- Emil Hovall – Möbelsnickare. En lång och eftertänksam man med svaghet för snus och alkohol.
- Karl Gustav Minning – Hovalls kompanjon. En blyg och melankolisk änkling med en dotter som han älskar över allt annat.
- Jonas Frid – Byggmästare som arbetat sig upp från ingenting och nu är förmögen och framgångsrik.
- Gabriel Odenarp – Ingenjör med starka krav på ordning och disciplin i livet.
- Johan Henrik Arpius – Handelsresande vars liv präglas av en tragisk kärlekshistoria.
- Per Segel – Läkare. Gruppens intellektuella cyniker.

Övriga
- G.Staph och T.Jekau – Konkurrenter till Krilon på fastighetsmarknaden.
- Isabelle Verolyg – Konstnär med polskt ursprung som har ett kärleksförhållande med Krilon.
- Frank Lind – Amerikansk affärskollega till Krilon.
- Petrus Blarén – Svensk riksdagsman och tidningsredaktör.
- Görén, Göbbén och Höllén – Underhuggare till Staph.
- Arble Jones Schmidt Hymmelman Burnes Jonasson-Språng – Privatdetektiv som tror att Arpius är en farlig agent.

## Tillkomst
Eyvind Johnson fick idén till romanen 1937 under ett samtal med musikkritikern Curt Berg som handlade om att skriva ett allkonstverk och använda fugan som romanform. Redan tidigare under 1930-talet hade Johnson formulerat sin uppgift som författare att bekämpa nazism och fascism vilket blev det centrala temat i Krilonromanerna. Grupp Krilon påbörjades hösten 1940 och lämnades till förlaget i september 1941 där den utkom i november samma år. Krilons resa, som hade arbetstiteln Krilon II, påbörjades i januari 1942 och utkom i november samma år. Krilon själv, som hade arbetstitlarna Krilon III och Krilon stod kvar, påbörjades i februari 1943 och utkom i november samma år.

## Stil och berättarteknik
Krilonromanerna är ett verk i den modernistiska litteraturens anda som med Gunnar Brandells formulering syftar till att "spegla hela världen, stort som smått, under en viss tid, under ett visst perspektiv". Gavin Orton karakteriserar trilogin som "en märkvärdig blandning av allegori, realism, fantasi, symbolism och inte minst journalistik." Örjan Lindberger nämnde genrer som satir, äventyrsroman, prosapoem, agentroman och essä. Erik Lindegren skrev i en recension av trilogin i Tidningen Vi att Johnson rör sig "med en stilistisk teknik som omfattar hela skalan från essä, romanarkitektur, verklighetsskildring, verklighetsfotografi, tidskrönika, inre monolog, platonsk dialog, vision och dröm till ironi, parodi, spex, filmkomik, fars, kåseri och kasperteater."
Eyvind Johnson har formulerat det som att han med Krilonromanerna ville "ge en helhetsbild av världen sådan jag själv såg den och i den form jag tycker bäst om, romanens". För att åstadkomma denna mångsidiga bild använde han sig av en rad olika stilgrepp som realism, symbolism och parodi, vilka är sammanflätade genom verket. Eyvind Johnson karakteriserade Krilonserien, vilken har undertiteln "En roman om det sannolika", som "halvrealism". I romanen använder sig Eyvind Johnson av allegoriska inslag där händelserna som drabbar Grupp Krilon anspelar på eller direkt motsvarar händelser under andra världskriget. Ett framträdande inslag är även de drömmar och syner som Hovall har. Genom att införa berättarmetoden med över- och sidoverkliga inslag strävade han, liksom med de inlagda sagorna i Romanen om Olof, efter att ge en fördjupad och klarare bild av verkligheten. Den politiska verklighet som författaren ville belysa gick heller inte alltid att tala klarspråk om när romanerna skrevs.
Krilonserien har av flera kritiker ansetts stå under inflytande av James Joyces roman Ulysses. Även John Dos Passos 1930-talsromaner anses ha haft betydelse för Eyvind Johnsons berättarteknik vad gäller komposition och blandning av olika stilar och genrer. Den utförligt beskrivande stilen i skildringen av huvudpersonen Johannes Krilon har av Erik Hjalmar Linder ansetts vara ett direkt inflytande från Thomas Manns roman Josef och hans bröder. I Krilon själv skildras Krilons levnadshistoria i det långa avsnittet Krilons nycklar. Detta föranleds av att Krilon välter ut en mängd nycklar ur ett skrin och börjar minnas och fundera över dem. Denna berättarmetod där förnimmelsen av ting som öppnar minnets dörrar för en återupplevelse av det förflutna visar på en tydlig influens från Marcel Proust. Även ett inflytande från Michel de Montaignes essäer har sannolikt präglat skildringen av Johannes Krilon.

## Allegorier och tolkningar
Gavin Orton anser att Johannes Krilon till stor del motsvarar Winston Churchill och Storbritanniens roll under andra världskriget och att hans vän Frank Lind är Franklin D. Roosevelt. De motsatta krafterna G.Staph, vars namn associerar till Gestapo, och T.Jekau, vars namn antyder Tjekan, motsvarar Nazityskland och Stalins Sovjet. Kampen mellan Krilon och Staph speglar den mellan Storbritannien och Tyskland. Till en början samarbetar Staph och Jekau (precis som Hitler var allierad med Stalin), men när Staph inleder en affärskampanj mot Jekau går Krilon motvilligt med på att samarbeta med Jekau (som Churchill hade samarbetat med Stalin). Medlemmarna i Grupp Krilon motsvarar små europeiska stater och de skandinaviska länderna som hade svårt att hålla samman mot aggressionen. Örjan Lindberger menar att allegorin om Krilon, Staph och Jekau bara stämmer delvis och inte är konsekvent genomförd.
Johannes Krilon har även tolkats som en Kristusgestalt med flera uppenbara paralleller och anspelningar på händelserna i Nya Testamentet. Krilon gör själv antydningar om gruppmedlemmarna som hans lärjungar. I en scen inviteras han av Staph och Jekau till en restaurang med utsikt över Stockholm (Katarinahissen) där de försöker övertala honom att dela upp marknaden mellan sig, vilket motsvaras av när Kristus frestas av Djävulen. Vidare blir Krilon utesluten ur gruppen på påskdagen (vilket kommenteras av författaren som "Krilon korsfästes") och han skickar bilden till Hovall vid pingsttiden som ett slags parallell till den helige andes utgjutande över apostlarna. Krilon blir också förrådd av Odenarp som då motsvarar Judas Iskariots roll. Krilon som Kristusfigur är dock inte någon religiös allegori utan en symbol för det Godas kamp mot det Onda.
Per Anders Wiktorsson menar att Krilons möte med Staph och Jekau vid Katarinahissen i romanen samtidigt också har en annan allegorisk innebörd och motsvarar den verkliga Molotov-Ribbentrop-pakten som slöts 1939 mellan Tyskland och Sovjet.
Flera uttolkare som Jöran Mjöberg och Erik Hjalmar Linder har velat se namnet Krilon som en sammanslagning av Kristus och Platon. Vid ett tillfälle förklarade emellertid Eyvind Johnson att en sådan tolkning är felaktig. I romanen ges en förklaring till Krilons namn, att det kommer från en medeltida fransk anfader som dubbades till namnet Cris longes ("de långa ropen" eller "de långa skriken") efter att ha utstått lång fångenskap och tortyr. Enligt Örjan Lindberger betecknar namnet "alltså övertygelsetrohet, martyrskap för trosfrihetens sak och uthållighet."
Även många andra inslag i romanen som Hovalls drömvisioner och namnet Frid rymmer allegoriska innebörder.

## Mottagande
Krilonromanerna fick vid sina utgivningar överlag ett mycket positivt mottagande av samtida kritiker.
"De romaner på vårt språk är lätt räknade, där man möter samma rikedom på tredimensionella, påtagliga, livslevande personligheter som här... Eyvind Johnson låter i Krilonböckerna sin inbillning spela över ett register, som omspänner tragedien lika väl som den inspirerade förkunnelsen. En intellektuell och emotionell rörlighet sådan som hans har ingen av hans jämnåriga här i landet ens tillnärmelsevis givit prov på... Allt bärs upp av författarens ädla humanism med dess innebörd av vidsynt fördomsfrihet, djup mänsklighet och äkta känsla för kulturens väsen och villkor." – Sten Selander i Svenska Dagbladet
"Berättarhumöret är friskt och bevarar sin lekande gratie mitt i tumlandet av alla de tyngder, som följa med materialet... Vi stå här inför en av de mest originella prestationerna i vår moderna berättarkonst, ett slösande riktigt verk, där talangen spelar i alla tonarter och där bristerna slutligen blekna bort. Dessa romaner ha en fin känsla av hjärtlighet och heder." – Anders Österling i Stockholms-Tidningen
"Romanen om Krilon har blivit en stor bok, men den har ett ämne som är värt en stor bok... Man kommer att läsa den för att den som historiskt dokument ger djupt besked om sinnesstämningar under ytan i krigsårens Sverige, och för dess egen sinnesstämnings skull, som har klarhet, renhet och godhet som mål." – Olle Holmberg i Dagens Nyheter
"Krilonböckernas stora betydelse  är bland annat denna: att för eftervärlden utgöra ett tungt vägande vittnesmål om vår eldstid och sållningstid, då allt befann sig i stöpsleven och allt stod under omprövning. De äro konciperade i kärlek, formade med konst, breddfulla av innehåll, dräktiga med idéer och infall. Tillsammans skola de stå som en av de snillrikaste och djupast originella insatserna i 1940-talets svenska berättarkonst." – Holger Ahlenius i Nordens Frihet

## Eftermäle
"Romansviten om Krilon intar en särställning inom Eyvind Johnsons produktion. Den har en ymnighet som inte ens han själv senare kunde överträffa. I sitt överflöd innehåller den uppslag och idéer som pekar fram mot flera följande verk. Ur sitt förråd av iakttagelser, upplevelser, tankar och planer satsade han utan att spara i detta väldiga romanbygge... Krilonserien hör till de texter av Eyvind Johnson som är roligast att läsa. Detta beror inte enbart eller främst på inslagen av underhållande satir och underfundig humor utan mer generellt på den utomordentligt smidiga och varierade stilkonst som lyfter och bär framställningen." – Örjan Lindberger (1990)
"Rikedomen och variationerna i de tre romanerna...belönar den uthållige läsaren med vad som inte bara är Johnsons mest fantasirika verk utan kanske också hans mest mänskliga." – Gavin Orton (1973)
I tidiga översiktsverk omtalades Krilon främst som beredskapslitteratur och ett politiskt verk bundet till sin samtid. Senare har emellertid romanen omvärderats med fokus på de konstnärliga kvaliteterna. I Litteraturens historia i Sverige (1987) kallar Ingemar Algulin romansviten för Eyvind Johnsons "kanske märkligaste romanexperiment" och beskriver den som "ett mästerligt fyrverkeri av berättartekniska infall och fyndiga variationer", ett verk där allegorin är "konstnärligt attraktiv och underfundigt suggestiv." Birgit Munkhammar menar i Den svenska litteraturen (1989) att Krilonromanen  är "ett av de få konstnärligt intressanta inslagen i den svenska beredskapslitteraturen". I Den svenska litteraturhistorien (1996) framhåller Göran Hägg trilogin som ett av Eyvind Johnsons främsta verk: "Rent tekniskt och språkligt är blandningen av drömmar, realistiskt tankeflöde, stiliserade repliker och rent allegoriska inslag, som första besöket hos den underjordiskt verkande Jekau, mycket imponerande – särskilt som det faktiskt gör berättandet effektivare. [...] Därtill är det den bästa skildringen av beredskapstidens Sverige – alltigenom äkta, tillkommen inifrån medan utgången av världskriget ännu var osäker."

## Inflytande
Krilonsviten har influererat ett flertal svenska författare. Den utgör bland annat ett centralt inslag i Sven Lindqvists Ett förslag (1955) och refereras i Peter Weiss Motståndets estetik (1975-80) och i Jesper Svenbros dikt Dockhuset (i Pastorn min far, 2001). Klas Östergrens båda romaner Gentlemen (1980) och Gangsters (2005) är enligt Birgit Munkhammar influerade av Krilontrilogin.  I Lars Gustafssons roman Bernard Foys tredje rockad (1986) återkommer romankaraktären Isabelle Verolyg under namnet Elisabeth Verolyg. Kerstin Ekmans roman Gör mig levande igen (1996) är enligt författaren "ett animerat imaginärt samtal fört i polemik med Eyvind Johnsons Krilonsvit."

## Böckerna
- Grupp Krilon Bonniers 1941, nya utgåvor 1945, 1966, 1997, 2018
- Krilons resa Bonniers 1942, nya utgåvor 1945, 1966, 1997
- Krilon själv Bonniers 1943, nya utgåvor 1945, 1966, 1997
- Krilon: en roman om det sannolika, Bonniers 1948